# Ironbridge
Ironbridge is een plaats in het bestuurlijke gebied Telford and Wrekin, in het Engelse graafschap Shropshire. De plaats telt 2457 inwoners.
De naam is ontleend aan de Iron Bridge, een grote brug van gietijzer die hier de rivier de Severn oversteekt. De brug werd in 1779 gebouwd om het groeiende industriestadje Broseley in het zuiden te verbinden met het kleinere mijnstadje Madeley, tegenwoordig een buitenwijk van Telford. De opening voor verkeer was op 1 januari 1781. Als bakermat van de Industriële revolutie staat thans het gehele dal, voorheen de Severn Gorge, later de Ironbridge Gorge geheten, op de werelderfgoedlijst van UNESCO.
In Ironbridge woont en werkt ook een houtbewerker die in de 13e graad afstamt van Grinling Gibbons. Hij onderhoudt een klein museum over de geschiedenis van zijn familie van meubelmakers en beeldhouwers, en is zelf gespecialiseerd in het ontwerpen, het bouwen en het restaureren van hobbelpaarden.
In 1924 werd Billy Wright, aanvoerder van het Engelse nationale voetbalteam op drie WK's, geboren in Ironbridge.